# Kőszeg
Kőszeg (niem. Güns, chorw. Kiseg) – miasto na Węgrzech, w komitacie Vas (prawie 11,4 tys. mieszkańców w 2005), położone przy granicy z Austrią u stóp Alp Węgierskich, między Sopronem i Szombathely.
Miasto słynne z powodu historycznej zabudowy oraz obrony zamku przed Turkami w 1532.
W mieście rozwinął się przemysł włókienniczy oraz maszynowy.

## Historia
Osada istniała już w okresie formowania się państwa węgierskiego. Wówczas też w jej pobliżu wzniesiono graniczny zamek Óvar „Stary zamek”. Wkrótce w samym mieście wybudowano tzw. dolny zamek, później wielokrotnie rozbudowywany. Kőszeg stał się ważnym punktem obronnym w pasie umocnień, chroniących Węgry od zachodu. Dlatego też na początku XIV wieku król Karol Robert nadał osadzie prawa miejskie i otoczył ją murami obronnymi.
Najsłynniejszy fragment historii miasta przypada na rok 1532, kiedy to mieszczanie i nieliczna (nie przekraczająca 800 osób) załoga wojskowa pod dowództwem chorwackiego dowódcy Nikoli Jurišicia (węg. Miklós Jurisics) przez 25 dni bohatersko odpierali ataki około 120-tysięcznej armii tureckiej. Po decyzji tureckiej o odstąpieniu od oblężenia ostatni żołnierze tureccy wycofali się z miasta o godzinie 11. Na pamiątkę tego zdarzenia od roku 1777, codziennie o tej godzinie rozbrzmiewają w mieście kościelne dzwony. Miasto, poważnie zniszczone podczas oblężenia, dopiero w XVIII wieku odzyskało znaczenie jako ośrodek rzemieślniczy i handlowy. Z tego okresu pochodzi też większość zachowanej zabudowy starego miasta. Ponowny upadek miasta nastąpił w XIX wieku w związku ze zmianami polityki fiskalnej i celnej cesarstwa Habsburgów. Sytuacja nie zmieniła się po I wojnie światowej, gdy nowa granica państwowa między Austrią i Węgrami przecięła nawet tradycyjne szlaki handlu lokalnego. Stan ten utrwalił się po II wojnie światowej, kiedy to miasto znalazło się w ścisłym sąsiedztwie żelaznej kurtyny.

## Współpraca
Miejscowości partnerskie:
- Houffalize, Belgia
- Mödling, Austria
- Niederanven, Luksemburg
- Nitranske Hrnčiarovce, Słowacja
- Offenbach am Main, Niemcy
- Senj, Chorwacja
- Vaihingen an der Enz, Niemcy

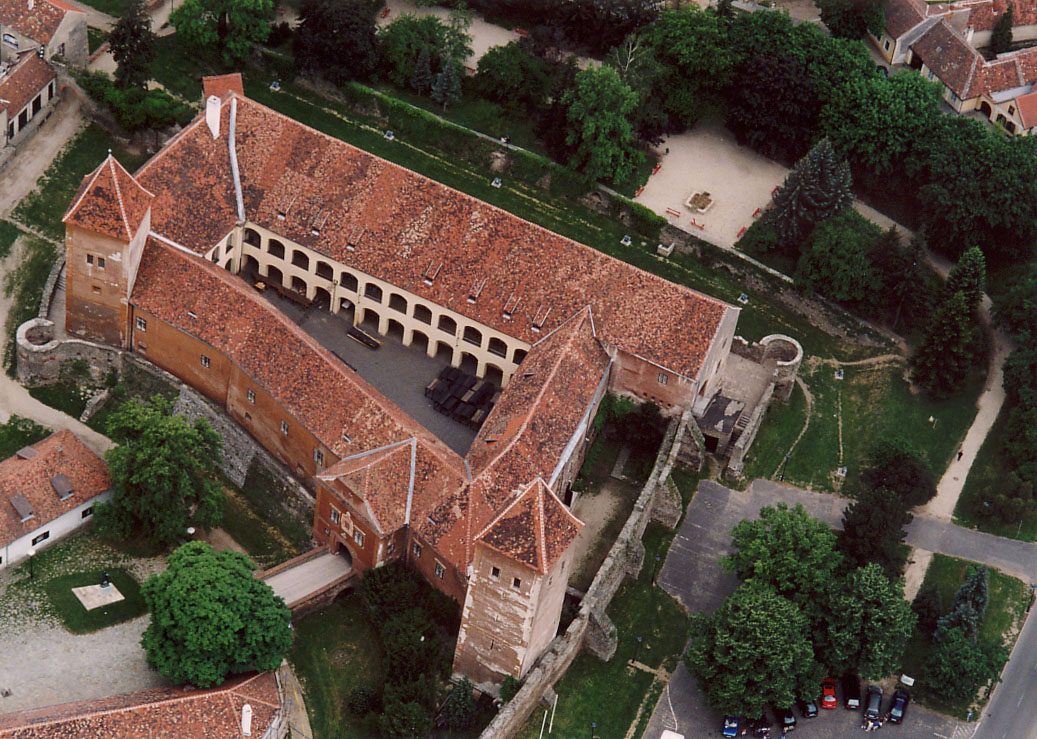
Zamek w Kőszegu

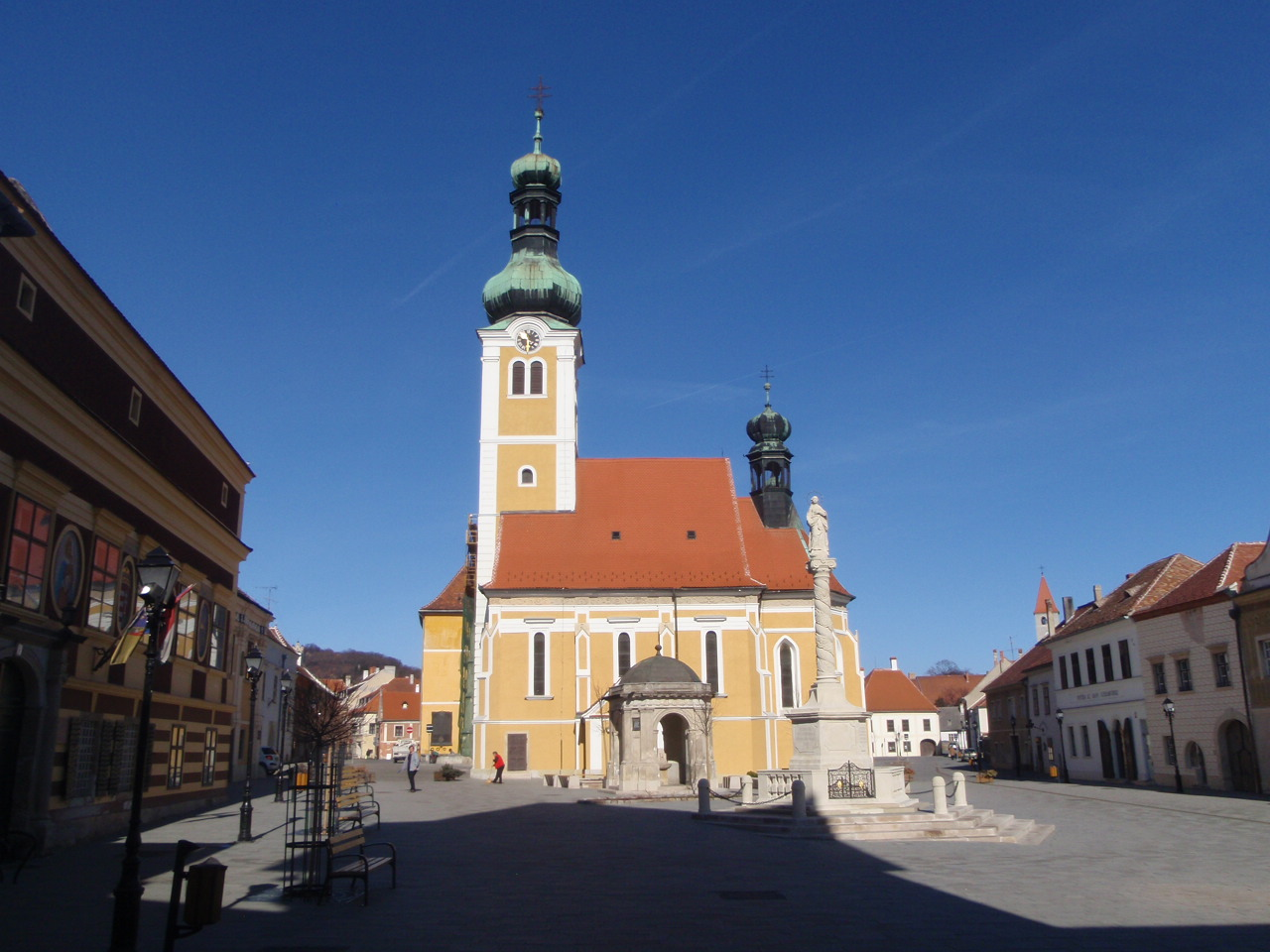
Kőszeg: Kościół św. Emeryka na Placu Jurišicia